# Distretto di Ñürüm
Il distretto di Ñürüm è un distretto di Panama nella comarca indigena di Ngäbe-Buglé con 13.172 abitanti al censimento 2010. Il capoluogo è Buenos Aires

## Geografia antropica

### Suddivisioni amministrative
Il distretto è suddiviso in nove comuni (corregimientos):
- Buenos Aires
- Agua de Salud
- Alto de Jesús
- Cerro Pelado
- El Bale
- El Paredón
- El Piro
- Guayabito
- Güibale